# 木村太飛
木村太飛（日语：／ Kimura Taihi，3月15日—）是一名日本男性聲優，青森縣出身，賢Production所屬。

## 人物
專長是饒舌、津輕方言和吶喊聲。興趣是料理和古著。
在高中時期，曾於第64屆NHK盃全國高中廣播比賽朗讀部門獲得優秀獎，並擔任春季甲子園閉幕式的司儀。

## 演出作品
※粗體字為主要角色。

### 電視動畫
2022年
- 更多！認真地不認真的怪俠佐羅利 第3期（獎牌獲得者A、昆蟲人B）

2023年
- 給不滅的你 Season2（林利爾兵）
- 淪落者之夜（團員）
- 躍動青春（瀨川[4]）
- 藍色管弦樂（中學生）
- 蠟筆小新（乘客B）
- 烈焰先鋒 救國的橘衣消防員（署内放送、隊員）
- 聖魔大戰 BIKKURI-MEN（工作人員）

2024年
- 治癒魔法的錯誤使用法～奔赴戰場的回復要員～（魔族兵[5]、魔族兵D[5]）
- 金屬口紅（工作人員[6]）
- 刀劍亂舞 迴 -虛傳 燃燒的本能寺-（德川兵[7]、家臣[7]）
- 夜櫻家大作戰（利用客[8]）
- 敗北女角太多了！（男學生[9]、學生[9]）
- 戰鬥陀螺 X（高中生）
- 蠟筆小新（後輩C）
- 拉麵赤貓（青木[10]）
- 前輩是偽娘（藤井[11]）
- 成為名留歷史的壞女人吧（男性[12]）
- 妖怪學校的菜鳥老師！（康夫[13]）
- 唯願來世不相識（瀨川[14]、聲2[14]、半GRAY[14]、組員[14]）
- 重啟人生的千金小姐正在攻略龍帝陛下（帝國兵A[15]）

2025年
- 香格里拉·開拓異境～糞作獵手挑戰神作～ 2nd season（水夫A[16]、水夫C[16]、魚人殭屍A[16]）
- 群花綻放、彷如修羅（西野蓮吾[17]）
- 離開A級隊伍的我，和從前的弟子往迷宮深處邁進（冒險者D）
- 拜託請穿上，鷹峰同學（男學生A）
- 凸變英雄X（雷歐、消防隊員）
- 終末起點（亞當·科倫修[18]）
- 正義使者 -我的英雄學院之非法英雄-（市民）
- 陰陽迴天 Re:Birth Verse（業平猛[19]）
- 殺手旅店（部下）
- 新吊帶襪天使（泰茲利）
- 為丑女獻上花束（男學生）
- Silent Witch 沉默魔女的祕密（古蓮·達德利）
- GACHIAKUTA（清道夫）

### 網路動畫
2022年
- 狂賭之淵雙（學生們）

2023年
- 不想成為龍娘（校長）

### 遊戲
2025年
- 百日戰記 -最終防衛學園-（澄野拓海[2]）

## 外部連結
- 木村 太飛｜賢プロダクション [Kenproduction] 声優事務所・タレント事務所・声優プロダクション
- 木村太飛的X（前Twitter）